# Kōnan (Kōchi)
Kōnan (japanisch 香南市 Kōnan-shi) ist eine kreisfreie Stadt in der Präfektur Kōchi in Japan.

## Geographie
Kōnan liegt östlich von Kōchi und westlich von Aki an der Tosa-Bucht des Pazifischen Ozeans.

## Geschichte
Kōnan wurde am 1. März 2006 aus der Vereinigung der Gemeinden Akaoka (赤岡町, -chō), Kagami (香我美町, -chō), Noichi (野市町, -chō) und Yasu (夜須町, -chō), sowie dem Dorf Yoshikawa (吉川村, -mura) des Landkreises Kami gegründet. Der Landkreis wurde daraufhin aufgelöst.

## Verkehr
- Straße:
  - Nationalstraße 55
- Zug:
  - Tosa Kuroshio Asa-Linie

## Angrenzende Städte und Gemeinden
- Kami
- Aki
- Nankoku
- Geisai